# Dr. Death
Dr. Death es una serie de televisión de drama criminal estadounidense basada en el podcast del mismo nombre que estrenó el 15 de julio de 2021 en Peacock. La serie consta de ocho episodios.

## Premisa
La serie dramatiza la historia de Christopher Duntsch, un neurocirujano estadounidense que fue condenado tras mutilar permanentemente a sus pacientes, matando a dos de ellos. Mientras trata su juramento hipocrático de la misma manera que trata a sus pacientes, dos compañeros cirujanos y un joven fiscal adjunto se disponen a detenerlo.

## Reparto
- Joshua Jackson como Dr. Christopher Duntsch
- Alec Baldwin como Robert Henderson
- Christian Slater como Randall Kirby
- AnnaSophia Robb como Michelle Shughart
- Dominic Burgess como Jerry Summers
- Grace Gummer como Kim Morgan
- Molly Griggs como Wendy Young
- Hubert Point-Du Jour
- Maryann Plunkett
- Carrie Preston como Robbie McClung

## Episodios
| N.º | Dirigido por                                | Escrito por       | Fecha de lanzamiento original |                     |
| --- | ------------------------------------------- | ----------------- | ----------------------------- | ------------------- |
| 1   | «Piloto»                                    | Maggie Kiley      | Patrick Macmanus              | 15 de julio de 2021 |
| 2   | «No es para tanto»                          | Maggie Kiley      | —                             | 15 de julio de 2021 |
| 3   | «Dock Ellis»                                | Jennifer Morrison | —                             | 15 de julio de 2021 |
| 4   | «El incidente de la pila con Randall Kirby» | Jennifer Morrison | —                             | 15 de julio de 2021 |
| 5   | «Se ha ca*ado en nosotros»                  | So Yong Kim       | —                             | 15 de julio de 2021 |
| 6   | «La navaja de Ockham»                       | So Yong Kim       | —                             | 15 de julio de 2021 |
| 7   | «Pies de barro»                             | So Yong Kim       | —                             | 15 de julio de 2021 |
| 8   | «Pisos laminados»                           | So Yong Kim       | —                             | 15 de julio de 2021 |

## Producción

### Desarrollo
El 3 de octubre de 2018, NBCUniversal anunció que Patrick Macmanus adaptaría el podcast Dr. Death en una serie limitada y produciría con Todd Black, Jason Blumenthal y Steve Tisch como productores ejecutivos a través de Escape Artists, así como con Hernán López y Marshall Lewy. El 17 de septiembre de 2019, NBCUniversal anunció que la serie se distribuiría en su servicio de streaming, Peacock. En enero de 2020, se anunció que Stephen Frears dirigiría los dos primeros episodios. En septiembre de 2020, Frears fue reemplazado por Maggie Kiley.

### Casting
El 9 de agosto de 2019, Jamie Dornan, Alec Baldwin y Christian Slater fueron elegidos como el Dr. Christopher Duntsch, Robert Henderson y Randall Kirby, respectivamente. En marzo de 2020, Grace Gummer, Molly Griggs, AnnaSophia Robb y Chris Sullivan se unieron al elenco de la serie. El 12 de octubre de 2020, Joshua Jackson y Dominic Burgess se unieron al elenco de la serie, reemplazando a Dornan y Sullivan respectivamente. Más tarde en el mismo mes, Hubert Point-Du Jour y Maryann Plunkett fueron elegidos en capacidades y roles de nombres de personajes no revelados. El 12 de febrero de 2021, Carrie Preston se unió al elenco.

## Estreno
El 17 de mayo de 2021, junto con el lanzamiento de un avance oficial, se anunció que la serie está programada para estrenarse a mediados de 2021. La serie estrenó el 15 de julio de 2021 y consta de ocho episodios.
En Latinoamérica, se estrenó el 12 de septiembre de 2021 en STARZPLAY.

## Recepción
El sitio web de reseñas Rotten Tomatoes informó un índice de aprobación del 85% con una puntuación media de 7,47/10 según 13 reseñas críticas. El consenso crítico del sitio web dice: "Aunque mantiene a los espectadores en la sala de espera demasiado tiempo, Dr. Death sigue siendo una historia horrible de negligencia médica centrada en la actuación suficientemente inquietante de Joshua Jackson.  Metacritic, que utiliza un promedio ponderado, asignó una puntuación de 77 sobre 100 según 10 críticas, lo que indica "opiniones generalmente favorables".
Kristen Baldwin de Entertainment Weekly le dio a la serie una A- y escribió una reseña que decía: "El qué y el cómo son lo suficientemente desgarradores. Dr. Death tiene éxito al enfocarse en las personas que lucharon durante años para asegurarse de que Christopher Duntsch no pudiera hacer más daño".